# Valparaiso Sporting Club

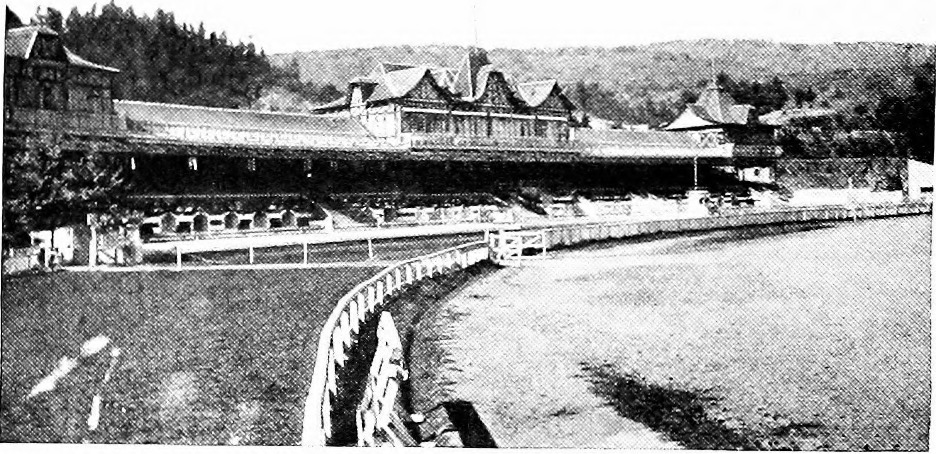
1920

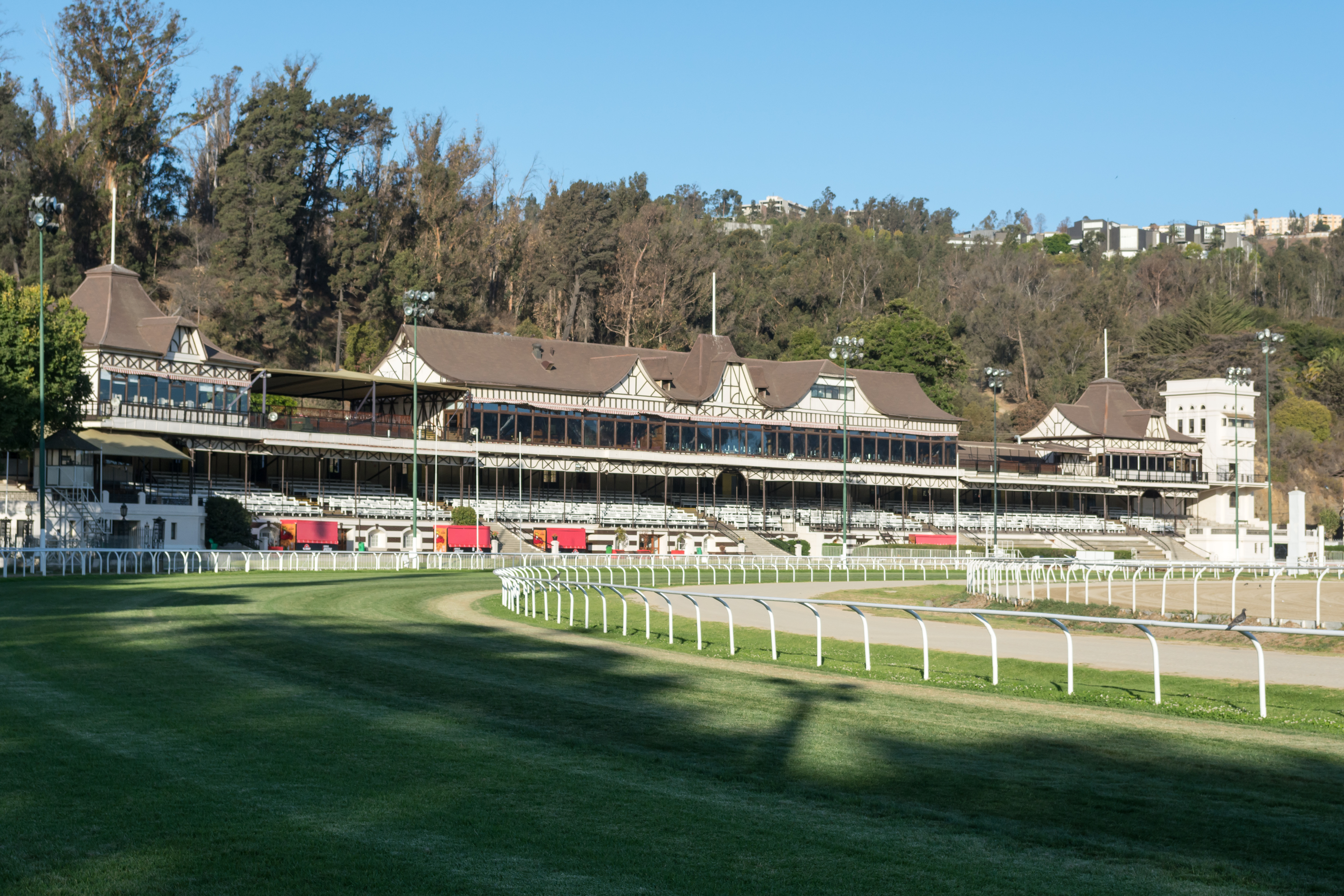
2020

Het Valparaiso Sporting Club is een stadion waar paardenraces worden gehouden. Het staat in Viña del Mar, een stad in Chili, in de refio Valparaíso.
Het stadion werd opgericht in 1882 en was in 1920 het stadion waar de voetbalwedstrijden werden gehouden voor het Zuid-Amerikaans kampioenschap voetbal, dat werd van 11 september tot en met 3 oktober in Chili gespeeld.